# ويليامسون روبرت وينفيلد كوب
ويليامسون روبرت وينفيلد كوب هو سياسي أمريكي، ولد في 8 يونيو 1807 في مقاطعة ريا في الولايات المتحدة، وتوفي في 1 نوفمبر 1864 في مقاطعة ماديسون في الولايات المتحدة. نشط حزبياً في الحزب الديمقراطي. وقد انتخب عضو مجلس نواب ألاباما ‏ وانتخب عضو مجلس النواب الأمريكي ‏.